# Березувка
Березувка (пол. Berezówka) — деревня в Бяльском повете Люблинского воеводства Польши. Входит в состав гмины Залесе. По данным переписи 2011 года, в деревне проживало 165 человек.

## География
Деревня расположена на востоке Польши, на левом берегу реки Кшны, на расстоянии приблизительно 22 километров к северо-востоку от города Бяла-Подляска, административного центра повета. Абсолютная высота — 135 метров над уровнем моря. К востоку от населённого пункта проходит национальная автодорога 68.

## История
В конце XVIII века входила в состав Брестского повета Берестейского воеводства Великого княжества Литовского.
По данным на 1827 год имелось 10 дворов и проживало 67 человек. Согласно «Справочной книжке Седлецкой губернии на 1875 год» деревня входила в состав гмины Костеневиче Бельского уезда Седлецкой губернии.
В период с 1975 по 1998 годы деревня входила в состав Бяльскоподляского воеводства.

## Население
Демографическая структура по состоянию на 31 марта 2011 года:
|         | Всего | До трудоспособного возраста | Трудоспособного возраста | Старше трудоспособного возраста |
| ------- | ----- | --------------------------- | ------------------------ | ------------------------------- |
| Мужчины | 80    | 15                          | 63                       | 2                               |
| Женщины | 85    | 12                          | 50                       | 23                              |
| Всего   | 165   | 27                          | 113                      | 25                              |